# Adrián González (calciatore 1976)
Hernán Adrián González, noto semplicemente come Adrián González (Avellaneda, 20 novembre 1976), è un ex calciatore argentino, di ruolo difensore.

## Palmarès

### Club

#### Competizioni nazionali
- Campionato argentino: 2

San Lorenzo: Clausura 2001, Clausura 2007
Arsenal Sarandí: Clausura 2012
- Supercopa Argentina: 1

Arsenal Sarandí: 2012

#### Competizioni internazionali
- Coppa Mercosur: 1

San Lorenzo: 2001